# Stanisław Łazorek
Stanisław Jan Łazorek (ur. 1938 w Aksamanicach, zm. 30 grudnia 2000 w Warszawie) – malarz pejzażysta związany z Kazimierzem Dolnym.
W 1958 rozpoczął studia na warszawskiej Akademii Sztuk Pięknych, naukę zdobywał pod kierunkiem Stanisława Szczepańskiego. Dyplom ukończenia studiów otrzymał w 1964. Był malarzem pejzażystą, malował widoki, krajobrazy, grafiki oraz rysunki. W czasach studiów był autorem scenografii do przedstawień wystawianych przez teatr studencki. Jak sam twierdził, od wczesnych lat 70. XX wieku zaczął często bywać w Kazimierzu Dolnym, z czasem kupił tam dom.
Kazimierz Dolny był praktycznie jedynym tematem obrazów Stanisława Łazorka, namalował ich kilka tysięcy. Większość z nich sprzedawał, ale pojedyncze stanowiły kolejne egzemplarze w jego kolekcji. Tworzył w charakterystyczny sposób, czasami idealizując wizerunek miasteczka, jego obrazy cechowały jasne barwy, pastelowe tonacje oraz pogodny, romantyczny klimat. Był inwalidą, dlatego też malował korzystając z jedynej, prawej ręki. Mimo iż na co dzień mieszkał w Warszawie, każdą wolną chwilę spędzał w Kazimierzu Dolnym. Pomieszkiwał tam, tworzył, tam też prowadził żywe kontakty z innymi kazimierskimi twórcami. Wraz z nimi wystawiał część swoich obrazów w tamtejszej galerii przy rynku.
Wielokrotnie twórczość Stanisława Łazorka była prezentowana na wystawach w kraju i poza jego granicami. Zmarł w wyniku obrażeń po wypadku, zgodnie z często wyrażanym życzeniem jego prochy spoczęły na cmentarzu w Kazimierzu Dolnym, pogrzeb miał miejsce 13 stycznia 2001.
Kazimierska Konfraternia Sztuki nadała Stanisławowi Łazorkowi pośmiertnie w dniu 23 czerwca 2002 tytuł Honorowego Obywatela Miasta Kazimierza Dolnego.
31 grudnia 2009 w kazimierskim domu Mieczysławy Izdebskiej-Łazorek, wdowy po Stanisławie Łazorku, wybuchł pożar, w którym spłonęła większość kolekcji obrazów zgromadzonych przez ich twórcę.